# Monumento a Vittorio Emanuele II (Milano)
Il monumento a Vittorio Emanuele II è un gruppo scultoreo posto nel centro di piazza del Duomo a Milano. Fu solennemente inaugurato il 24 giugno 1896.

## Storia e descrizione

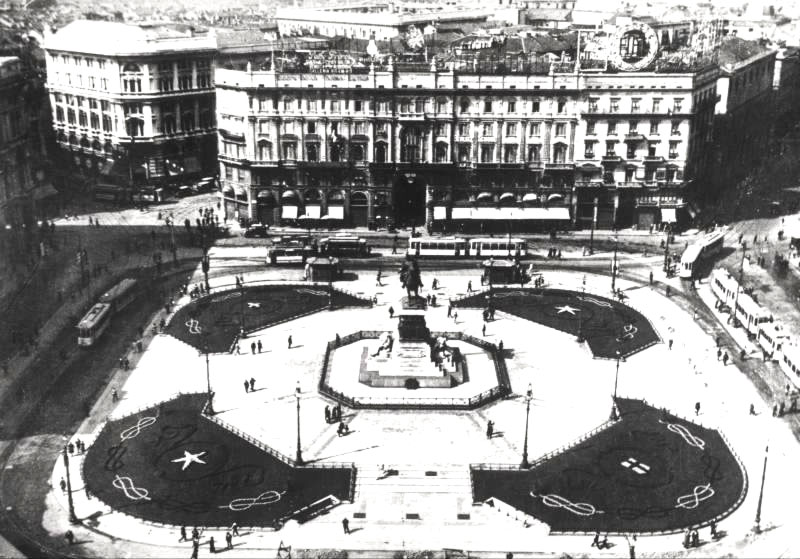
Piazza Duomo in una foto d'epoca, con il monumento equestre a Vittorio Emanuele II al centro

Il monumento venne commissionato allo scultore italiano Ercole Rosa da re Umberto I alla morte del padre Vittorio Emanuele avvenuta nel 1878, ma venne collocato nel centro della piazza solo nel 1896 in quanto lo scultore morì prima di averlo terminato.
Nel 1893, quando vennero terminate le fusioni delle parti in bronzo (fuse presso la fonderia Barigozzi, all'Isola), si discusse a lungo su dove fosse stato maggiormente appropriato porre la statua, se nei pressi di Palazzo Reale o in centro alla piazza del Duomo ed infine la scelta ricadde su quest'ultima. In quello stesso anno, alla morte del Rosa, i lavori vennero proseguiti dai fratelli Barzaghi sino al 1892 (?) sotto la direzione dello scultore Ettore Ferrari.

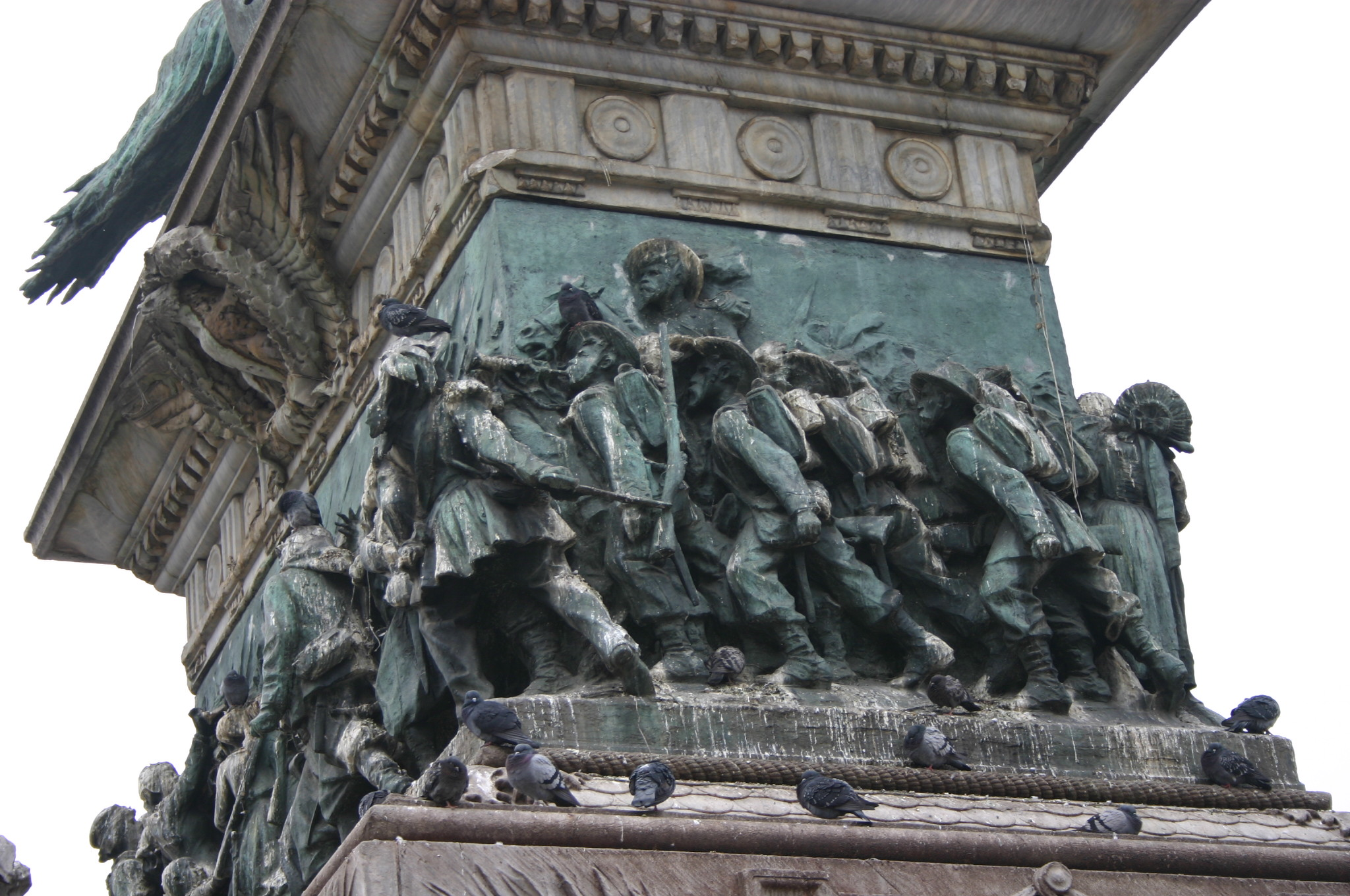
Particolare del basamento coi bersaglieri risorgimentali

Il monumento ritrae Vittorio Emanuele nell'atto di frenare improvvisamente il cavallo per voltarsi a incitare i suoi soldati prima dell'attacco alla baionetta nella battaglia di San Martino del giugno 1859, ultimo degli scontri della seconda guerra d'indipendenza italiana.
La statua equestre è posta su di un basamento in granito rosso attorniato da una gradinata in marmo bianco dalla quale si innalza un ulteriore piedistallo in marmo di Carrara decorato con un rilievo che raffigura l'ingresso delle truppe piemontesi a Milano dopo la battaglia di Magenta, durante la seconda guerra di indipendenza oltre a rami di palme allegorici. Sul fronte del piedistallo si trova la data «giugno 1859» a rimarcare l'ingresso del re a Milano (8 giugno 1859), mentre sul lato opposto si trova la scritta «14 giugno 1896» in riferimento alla data d'inaugurazione del monumento.
La scultura soprastante, in bronzo, rappresenta il re nell'atto di frenare la foga del suo cavallo, dando grande energia alla composizione che pure poggia con tutte e quattro le zampe dell'animale sul piedistallo, dando così anche stabilità alla scultura.
Alla base si trovano inoltre due leoni sdraiati sulle gradinate laterali che posano una zampa ciascuno su una targa con inciso il nome «Roma» e «Milano», in riferimento alle grandi conquiste del risorgimento.
Il 18 maggio 2012 sono stati rinvenuti al di sotto della statua i vani di fondazione al di sopra dei quali è stato realizzato il monumento.
Il  9 marzo 2023 il monumento è stato imbrattato con vernice gialla non lavabile da due attivisti del movimento Ultima Generazione. Il restauro della statua è stato ultimato ad agosto 2023.